# 機関紙連合通信社
株式会社機関紙連合通信社（きかんしれんごうつうしんしゃ）、通称連合通信社は、日本の労働組合・市民団体などの機関紙にニュース配信を行う通信社である。スローガンは「運動に役立つ正確な情報を早く」。東京都港区芝1-4-9に所在する。

## 概説
社会運動団体が共同で設立した共同取材機関である。日本の民主化直後の1948年設立。いわゆる労働者階級の立場である。編集4原則は「職場との密着」「事実に基づく編集」「異なる主張報道」「統一をめざす宣伝」。契約している団体は配信されるニュースを自らの機関紙誌に転載することができる。購読のみの契約も可能。なお社名は日本労働組合総連合会（略称「連合」）に由来せず、同会の事業部門ではない。

## 論調
労働運動に基盤を置き、労働界の“業界紙”的な存在。雇用の改善や社会保障拡充を求める路線を採り、労働運動の他生活保護水準の引き下げや消費税増税に反対する運動も取り上げる。大企業が巨額の内部留保を溜め込むことへの批判的な記事が載ったり、原子力発電に反対している点で、「連合」よりも全労連の路線に近い。

## 事業
通信
- ニュースサービス（転載契約料月額（税・送料別））
  - 隔日版（3,350円 - 45,850円）
  - 特信版（2,050円 - 14,200円）
  - 生活文化特集（2,350円 - 7,100円）
- フォトサービス

その他
- 政治社会問題や新聞作りに関する書籍も出版している。